# 12,8 cm PaK 44
12,8 cm PaK 44 var en tysk pansarvärnskanon som användes under andra världskriget. Den kom till efter erfarenheter på östfronten 1943. Den tyska armén kom över ryska 122mm kanoner och utfärdade ett krav på att man ville ha ett liknande vapen.
Utvecklingen började med en artillerikanon som kallades Kanone K44, men när tyngre ryska stridsfordon såsom Josef Stalin (stridsvagn) började dyka upp på östfronten ändrade man om utvecklingen till ett pansarvärnsvapen.
PaK 44 hade likvärdig prestanda på korta och mellanlånga avstånd som den lite mindre tyska 8,8 cm PaK 43 kanonen men på långa och extremt långa avstånd (+1800m) behöll den sin prestanda bättre.
PaK 44 var huvudbeväpningen i Jagdtiger och Maus (stridsvagn)
| Amumunition | Vikt | Mynnings hastighet | Genomslag i pansar vid 30° vinkel | Genomslag i pansar vid 30° vinkel | Genomslag i pansar vid 30° vinkel | Genomslag i pansar vid 30° vinkel | Genomslag i pansar vid 30° vinkel |
| Amumunition | Vikt | Mynnings hastighet | 100 m                             | 500 m                             | 1000 m                            | 1500 m                            | 2000 m                            |
| ----------- | ---- | ------------------ | --------------------------------- | --------------------------------- | --------------------------------- | --------------------------------- | --------------------------------- |
| Pzgr        | 26,4 | 860 m/s            | 189                               | 166                               | 143                               | 127                               | 117                               |
| Pzgr43      | 28,3 | 845 m/s            | 187                               | 178                               | 167                               | 157                               | 148                               |